# Ured za zaštitu ustavnog poretka
Ured za zaštitu ustavnog poretka (UZUP) bio je središnje tijelo za obavljanje poslova nacionalne sigurnosti tijekom 1990-ih godina.

## Povijest
Osnovan je odlukom Predsjednika Republike 27. svibnja 1991. godine, kao pomoćno i savjetodavno tijelo.
Djelokrug i osnovne zadaće bile su pružanje savjetodavne i stručne pomoći ovlaštenim tijelima koja obavljaju poslove zaštite ustavnog poretka u Ministarstvu unutarnjih poslova, Ministarstvu obrane i Ministarstvu vanjskih poslova.
Ured je bio dio sustava zaštite ustavnog poretka Republike Hrvatske, odgovoran za usklađivanje i usmjeravanje djelatnosti sustava u cjelini.
Pratio je sveukupnu problematiku zaštite ustavnog poretka, u nadzoru provedbe republičkih zakona i drugih republičkih propisa i akata, u provedbi zadaća iz područja zaštite ustavnog poretka u mjerodavnim ministarstvima Republike Hrvatske. Obavljao je ili organizirao strateška istraživanja i analize, izrađivao sigurnosne prosudbe značajne za interese države i njezine sigurnosti.
Ured je obavljao stručni nadzor nad radom sigurnosnih službi u državi, a zadaća mu je bila uspostavljanje suradnje s protuobavještajnim, obavještajnim i drugim sigurnosnim institucijama od interesa za sigurnost Republike Hrvatske.
Služba za zaštitu ustavnog poretka u MUP-u, Sigurnosno-informativna služba MORH-a i Služba za istraživanje i dokumentaciju MVP – a bile su dužne, o svome radu i rezultatima rada, izvještavati Ured koji je o svojim djelatnostima izvještavao Predsjednika Republike i najviša državna tijela. Ta su tijela, odnosno službe u njima, bila temelj sustava zaštite ustavnog poretka.
Svojom je djelatnošću Ured za zaštitu ustavnog poretka također usmjeravao, usklađivao, nadzirao i pomagao u ostvarivanju svrhovite raspodjele poslova i međusobne suradnje radi što veće učinkovitosti njihova rada.
Na temelju Odluke Predsjednika Republike Ured za zaštitu ustavnog poretka Republike Hrvatske prestao je s radom 21. ožujka 1993. a kao pravni slijednik osniva se Ured za nacionalnu sigurnost.
Predstojnik Ureda za zaštitu ustavnog poretka od 27. svibnja 1991. do 26. ožujka 1993. godine bio je Josip Manolić.

## Vanjske poveznice
- Službene stranice Sigurnosno-obavještajne agencije